# Mala Kindrativka, Bârzula
Mala Kindrativka (în ucraineană Мала Кіндратівка) este un sat în comuna Cuialnic din raionul Bârzula, regiunea Odesa, Ucraina.

## Demografie
Componența lingvistică a localității Mala Kindrativka
     Ucraineană (90,54%)
     Română (4,39%)
     Rusă (3,72%)
     Alte limbi (0,68%)
Conform recensământului din 2001, majoritatea populației localității Mala Kindrativka era vorbitoare de ucraineană (90,54%), existând în minoritate și vorbitori de română (4,39%) și rusă (3,72%).